# Pothyne griseolineata
Pothyne griseolineata är en skalbaggsart som beskrevs av Stefan von Breuning 1940. Pothyne griseolineata ingår i släktet Pothyne och familjen långhorningar. Inga underarter finns listade i Catalogue of Life.